# Гурин (Ростовская область)
Гу́рин — хутор в Морозовском районе Ростовской области.
Входит в состав Вознесенского сельского поселения.

## Население
| 2010 |
| ---- |
| 90   |

## Улицы
На хуторе имеются две улицы — Гурина и Хлеборобов.